# Valeriano Fugoso
Valeriano Fugoso (Manilla, 20 december 1896 - ?) was een Filipijns politicus en burgemeester van Manilla van 7 juni 1946 tot 31 december 1947.

## Biografie
Valeriano Fugoso werd geboren op 20 december 1896 in Tondo in de Filipijnse hoofdstad Manilla. Zijn ouders waren Hilarion Fugoso en Benita Estrella. Fugoso studeerde in 1918 af aan de Philippine Normal School. Aansluitend studeerde hij nog handel aan de University of the Philippines
Fugoso was leraar op de Rizal Elementary School. Later was hij actief als zakenman. Bij de verkiezingen van 1934 werd Fugoso gekozen tot gemeenteraadslid van de stad Manilla. Nadien werd hij nog tweemaal herkozen totdat hij bij het begin van de Filipijnse onafhankelijkheid werd benoemd tot burgemeester van Manilla. Zijn termijn als burgemeester duurde van 7 juni 1946 tot 31 december 1947.
Fugoso was getrouwd met Tomasa Baloy. Samen kregen ze zeven kinderen.

## Bron
- Miguel R. Cornejo (1939) Cornejo's Commonwealth directory of the Philippines, Encyclopedic ed., Manilla